# حارة الزبيري (صنعاء)
حارة الزبيري هي إحدى حارات حي المهندسين بضواحي الأمانة مديرية سنحان وبني بهلول، بلغ تعداد سكانها 1586 نسمة حسب تعداد اليمن لعام 2004.